# John Turton Randall

John Turton Randall (1970)

John Turton Randall (* 23. März 1905 in Newton-le-Willows, Grafschaft Lancashire; † 16. Juni 1984 in Edinburgh) war ein britischer Physiker.
Als Sohn eines Landschaftsgärtners hatte er an der University of Manchester studiert und arbeitete im Wembley-Labor der General Electric Company an Lumineszenz. 
Im Zweiten Weltkrieg verwendete das britische Radarsystem Chain Home Radiowellen, für die es an der Küste 110 m hohe Antennen brauchte. 
1939–1943 arbeitete Randall an der Verbesserung des Radars mit Mikrowellen. Da er die Leistung des Klystrons nicht für steigerbar hielt, entwickelte er zusammen mit Henry Albert Howard Boot das Cavity-Magnetron. Es war aus einem Kupferblock gefertigt, der die Hitze gut abführte. Zur Abstimmung der Wellenlänge bohrten sie spezielle Löcher (genannt Cavity) in den Block. Zwischen Februar und Juli 1940 steigerten sie die Leistung von 500 Watt auf 10 kW bei 3 GHz. Es verbesserte schlagartig die Genauigkeit der damaligen Radargeräte. 
1944 wurde er an der Universität St Andrews in Schottland zum Professor für Naturphilosophie ernannt. 
1946 wurde er Leiter der Abteilung für Biophysik (heute: Randall Division of Cell and Molecular Biophysics) des Medical Research Council am King’s College London, wo Maurice Wilkins (der auch sein Doktorand war) und Rosalind Franklin Forschungen durchführten, die zur Entdeckung der Doppelhelix-Struktur der DNA durch James D. Watson und Francis Crick führten. Randall selbst arbeitete an Kollagen. Nach seiner Pensionierung 1970 ging er an die Edinburgh University, wo er eine Forschergruppe gründete. Er war Mitglied der Royal Society of Edinburgh.